# Petite rue de l'Église
 (août 2025).
La petite rue de l’Église (en néerlandais : Kleine Kerkstraat) est une rue de Woluwe-Saint-Pierre, commune de la région bruxelloise, qui relie le parvis de l'église Saint-Pierre au carrefour formé par la rue Vandenhoven, la rue de la Station et la rue Louis Thys.

## Historique et description
Le premier bâtiment de la rue, au no 2, abrite la cure de la paroisse Saint-Pierre. Le bâtiment d'origine a été détruit par le feu en 1570. Le bâtiment actuel date du début du XVIIIe siècle (vers 1724), mais fut entièrement rénové vers 1930.
Au bas de la petite rue de l'Église, à l'angle avec la rue Vandenhoven , se trouve une petite chapelle de style néo-classique dédiée à saint Pierre. La chapelle actuelle date de 1909 et porte l'inscription Heilige Petrus bid voor ons (Saint Pierre priez pour nous), elle remplace une autre petite chapelle qui se trouvait à deux pas de là, au coin de la rue Louis Thys et de la rue de la Station.
Les maisons du côté impair de la rue datent d'avant la Seconde Guerre mondiale. La plupart des autres bâtiments datent d'après la guerre. 

## Situation et accès
La circulation automobile dans cette rue s'effectue à sens unique (du parvis vers la rue de la Station).

## Inventaire régional des biens remarquables
- Petite rue de l'Église – Inventaire du patrimoine architectural de la Région de Bruxelles-Capitale